# VLS-1
VLS-1 (portugalski: Veículo Lançador de Satélites, hrvatski: Vozilo za lansiranje satelita) je raketa nosač Brazilske Svemirske Agencije. Raketa je u mogućnosti ponijeti satelit mase 380 kg u orbitu iz lansirnog središta Alcântara smještenog u saveznoj državi Maranhão.
Raketa je nastala na osnovi tehnologije preuzete iz sondirajućih raketa iz serije Sonda i VS-30, VS-40 i VSB-30.

### Razvoj
Razvoj rakete VLS-1 započeo je 1984. godine, nakon prvog lansiranja rakete Sonda IV. Do danas su napravljena tri prototipa rakete, a dva su lansirana iz svemirskog centra Alcântara. Tijekom leta prototipova V1 i V2 tehnički problemi su onemogućili ostvarivanje misije, ali su testirani neki ključni elementi rakete. Prototip V3 je eksplodirao na lansirnoj rampi 22. kolovoza 2003., dva dana prije lansiranja. Eksplozija rakete je značajno unazadila brazilski svemirski program.
Prototip rakete V4 je trenutno u razvoju i očekuje se njegovo lansiranje 2013. godine.

## Parametri rakete
| parametar           | vrijednost        |
| ------------------- | ----------------- |
| visina              | 19,50 m           |
| promjer             | 1,01 m            |
| masa                | 50.700 kg         |
| broj stupnjeva      | 3                 |
| nosivost (LEO)      | 380 kg            |
| nosivost (GTO)      |                   |
| broj lansiranja     | 2                 |
| uspješna lansiranja | 0                 |
| prvo lansiranje     | 2. studenog 1998. |
| zadnje lansiranje   |                   |

| parametar         | Potisnici        | 1. stupanj       | 2. stupanj       | 3. stupanj       |
| ----------------- | ---------------- | ---------------- | ---------------- | ---------------- |
| motor             | 4 x kruto gorivo | 1 x kruto gorivo | 1 x kruto gorivo | 1 x kruto gorivo |
| potisak           | 4 x 303,0 kN     | 1 x 320,6 kN     | 1 x 208,4 kN     | 1 x 33,24 kN     |
| specifičan impuls | 225 s            | 277 s            | 275 s            | 282 s            |
| dužina izgaranja  | 59 s             | 58 s             | 56 s             | 68 s             |
| gorivo            | kruto            | kruto            | kruto            | kruto            |